# 圣安德烈达普雄
圣安德烈达普雄（法語：Saint-André-d'Apchon，法語發音：[sɛ̃.t‿ɑ̃dʁe dapʃɔ̃]）是法国卢瓦尔省的一个市镇，位于该省西部偏北，属于罗阿讷区。

## 地理
圣安德烈达普雄（46°1'56"N, 3°55'49"E）面积13.44 平方千米，位于法国奥弗涅-罗讷-阿尔卑斯大区卢瓦尔省，该省份为法国中南部省份，北起顺时针与索恩-卢瓦尔省、罗讷省、伊泽尔省、阿尔代什省、上盧瓦爾省、多姆山省和阿列省接壤。
与圣安德烈达普雄接壤的市镇（或旧市镇、城区）包括：勒奈松、阿尔孔、乌什、普伊莱诺南、圣阿尔邦莱索、朗蒂尼。

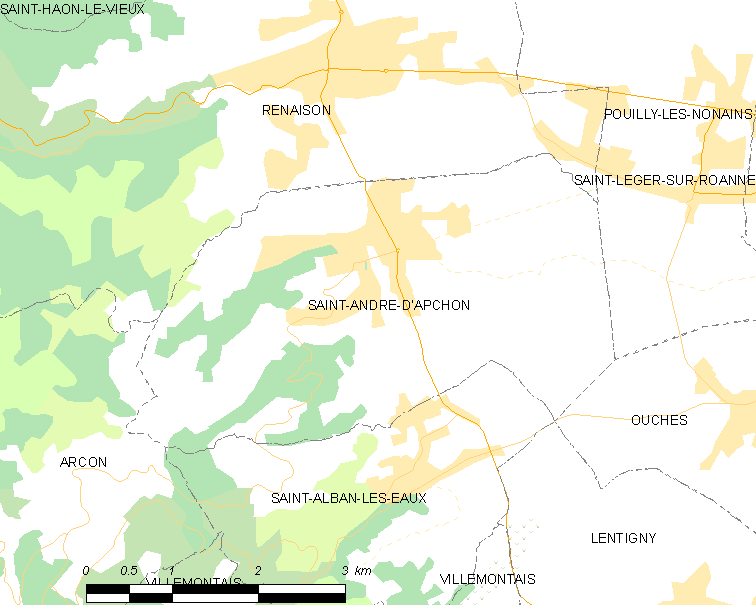
圣安德烈达普雄的OSM定位图

圣安德烈达普雄的时区为UTC+01:00、UTC+02:00（夏令时）。

## 行政
圣安德烈达普雄的邮政编码为42370，INSEE市镇编码为42199。

## 政治
圣安德烈达普雄所属的省级选区为勒奈松县。

## 人口

1962-2008年间圣安德烈达普雄人口变化图示

圣安德烈达普雄于2022年1月1日时的人口数量为1942人。